# Boumerdès (provins)

Boumerdèss provins i Algeriet

Boumerdès (arabiska: ولاية بومرداس) är en provins (wilaya) i norra Algeriet. Provinsen har 795 019 invånare (2008). Boumerdès är huvudort.

## Administrativ indelning
Provinsen är indelad i 9 distrikt (daïras) och 32 kommuner (baladiyahs).